# Санта-Фе (острів)
Санта-Фе (ісп. Isla Santa Fé) — острів у складі островів Галапагос. Британці також назвали острів Баррінґтон (англ. Barrington Island) на честь адмірала Самуеля Баррінґтона.

## Географія

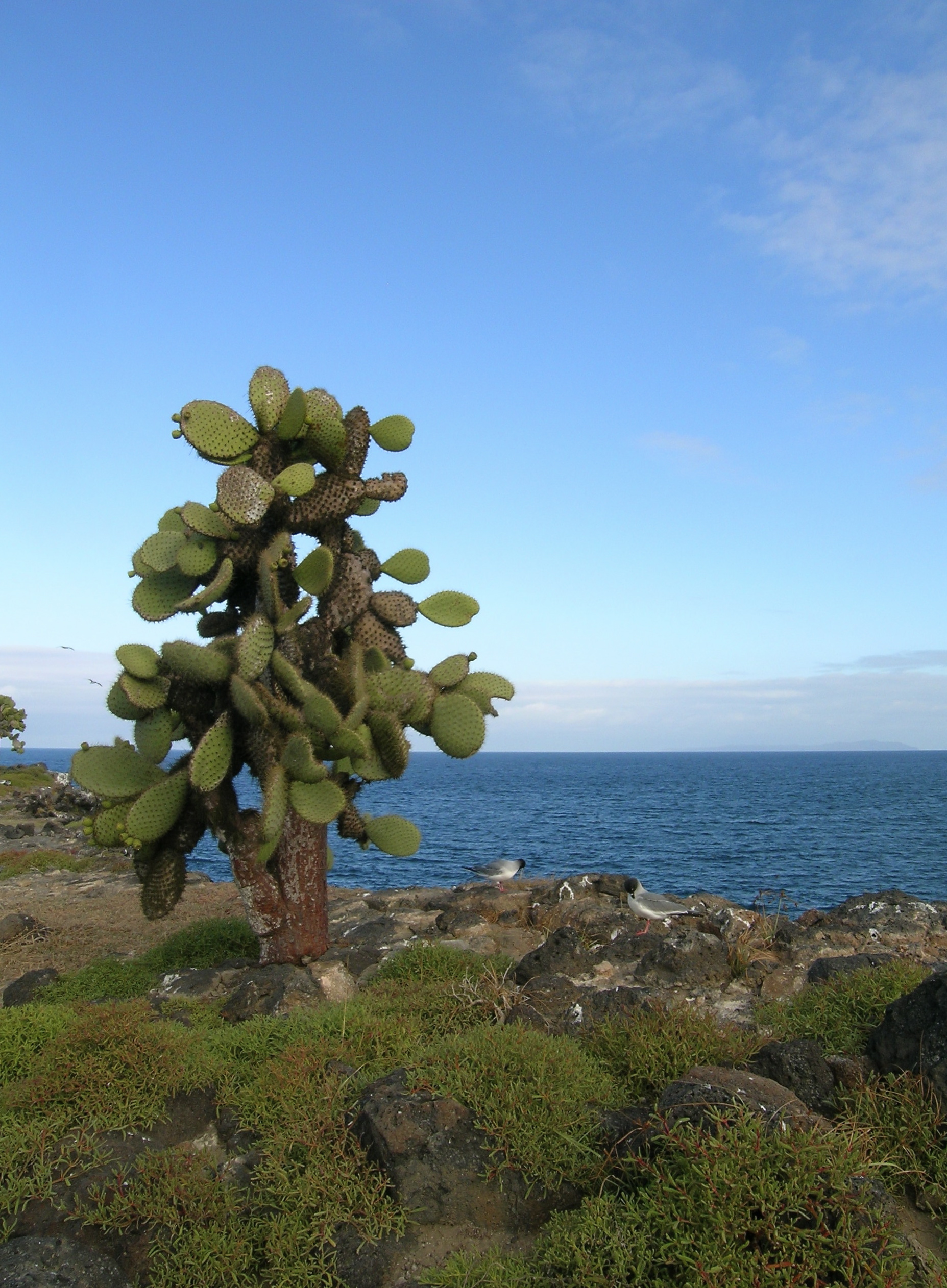
Opuntia echios на Санта-Фе

Площа острова становить 24,13 км², а найвища точка має висоту 259 м над рівнем моря. Санта-Фе розташований у центрі архіпелагу, на південний схід від острова Санта-Крус. У геологічному плані є залишком щитового вулкана.
На острові живе ендемічний вид родини ігуанових — Conolophus pallidus. На інших островах архіпелагу зустрічаються лише Conolophus subcristatus.